# Thallophaga fautaria
Thallophaga fautaria är en fjärilsart som beskrevs av George Duryea Hulst 1888. Thallophaga fautaria ingår i släktet Thallophaga och familjen mätare. Inga underarter finns listade i Catalogue of Life.